# Léon-Adolphe Amette
Léon-Adolphe Amette (6. září 1850 Douville-sur-Andelle – 29. srpna 1920 Antony) byl římskokatolický kardinál a pařížský arcibiskup.

## Život
Amette navštěvoval seminář Saint-Sulpice, kde studoval filozofii a teologii. Vysvěcen byl roku 1873 a stal se osobním sekretářem biskupa v Évreux. Roku 1898 byl jmenován biskupem v Bayeux a roku 1906 biskupem koadjutorem arcibiskupa v Paříži. Úřad pařížského arcibiskupa zastával od roku 1908. Dne 27. listopadu 1911 jej papež Pius X. jmenoval titulárním kardinálem kostela Sainte-Sabine. Byl pohřben v Notre-Dame.